# ساليو بوبولا
ساليو بوبولا (بالإنجليزية: Saliu Popoola)‏ (7 أغسطس 1994 نيجيريا - ) هو لاعب كرة قدم نيجيري، شارك في كرة القدم في الألعاب الأولمبية الصيفية 2016.

## وصلات خارجية
ساليو بوبولا على موقع قاعدة بيانات كرة القدم.إي يو (الإنجليزية)
- ساليو بوبولا على موقع Soccerway.com (الإنجليزية)
- ساليو بوبولا على موقع أوليمبيديا (الإنجليزية)
- ساليو بوبولا على موقع AS.com (الإسبانية)